# Таавт
Таавт (фінік. , дав.-гр. Τααύτος) — фінікійський бог мудрості, винахідник писемності.
Таавту приписували укладання книги про створення світу, яка зберігалася в храмі Ягве у Беріті.
Образ Таавта вочевидь склався під впливом єгипетського культу Тота.